# Гомес I Суарес де Фигероа
Гомес I Суарес де Фигероа (исп. Gómez I Suárez de Figueroa; ок. 1383 — сентябрь 1429, Паласуэлос) — кастильский дворянин, 1-й сеньор де Ферия (1394—1429). Старший сын Лоренсо I Суареса де Фигероа (ок. 1344—1409), магистра Ордена Сантьяго (1387—1409), и его первой жены Изабель Мессии.
Он был сеньором Сафры, Вильяльбы, Ферии, Ла-Парры и Ногалеса и других городов, майордомом королевы Каталины де Ланкастер, членом Королевского совета Хуана II, генерал-капитаном андалузской границы и старшим алькайдом городов Бадахос и Вильянуэва-де-Баркаррота.

## Биография
26 февраля 1394 года, будучи старшим майордомом королевы Каталины де Ланкастер, король Кастилии Энрике III подарил ему во владение города Ферия, Сафра и Ла-Парра, первоначальное ядро владений дома де Ферия, в знак признания заслуг, которые он и его семья оказали короне и семье Трастамара, став 1-м сеньором дома Ферия. Королевская милость не помышляла о владении землями этих трех городов, которые уже имели своих владельцев; передавались только его юрисдикция и управление. На самом деле пожертвование должно было быть сделано его отцу, магистру Ордена Сантьяго, но он позаботился не указать в концессионном документе, что это было для его сына, а не для него, чтобы избежать возможных претензий со стороны Ордена Сантьяго, что в конечном итоге это произойдет, и преемникам Гомеса I придется судиться с будущими магистрами Ордена Сантьяго.
Со своим сыном при дворе и все еще в меньшинстве именно магистр Ордена Сантьяго отвечает за защиту своих территорий и присоединение к ним новых владений. Таким образом, в 1395 году он приобрел города Ногалес и Вильяльба-де-лос-Баррос у душеприказчиков Леонор Энрикес и Бельтрана Пиньеля (где они основали свою первую величественную резиденцию). При покупке у исполнителей Леонор Энрикес, помимо Ногалеса, он приобрел землю в Сафре, Ла-Парре и Бадахосе за восемьдесят тысяч мараведи. В 1402 году он был передан португальцам в качестве одного из заложников после подписания мирного договора. В том же году его отец приобрел на свое имя несколько владений между Вильяльба и Ногалес, а также Валенсия-де-Момбуэй и Олива-де-ла-Фронтера, бывших деревень Ордена тамплиеров, которые он купил у Педро Понсе. В 1404 году он получил королевскую привилегию добавить это население к своим владениям.
Гомес редко ездил в свои поместья из-за его нестабильности в результате войн с Португалией. Во время правления короля Хуана II сначала он поддерживал партию инфанта Энрике де Трастамара из Арагона, хотя позже он перешел на другую сторону и стал сторонником констебля Альваро де Луна и был вознагражден королем Хуаном II, который назначил его член его совета. 8 Участвовал в походах против Гранадского эмирата и в 1410 году в осаде Антекеры с инфантом Фернандо, будущим королем Ферлинандом I Арагонским.
Это с миром, когда 1-й сеньор Ферия начинает обращать внимание на свое поместье, но именно после смерти своего отца он должен взять на себя управление своими владениями и консолидацию своих интересов в Нижней Эстремадуре. Он стал алькайдом Бадахоса и генерал-капитаном границы Андалусии и советником короля Хуана II Кастильского. Одним из выдающихся аспектов его политической деятельности является его верность кастильской монархии.
В 1426 году он приказал построить стену Сафры и в своем завещании от 1428 года предусмотрел основание монастыря Санта-Мария-дель-Валье-де-Сафра, широко известного как монастырь Санта-Клара, в качестве пантеона Каса-де-Ферия. родословной и для двух их дочерей, которые уже исповедовали монашество.

## Брак и потомство
Он женился на Эльвире Лассо де Мендоса, сеньоре Гамы и Ребольедо, среди других городов, дочери Диего Уртадо де Мендосы, адмирала Кастилии и сеньора Мендосы, Иты и Буитраго, и Леонор де ла Вега. В результате их брака родилось десять детей:
- Лоренсо II Суарес де Фигероа (1410/12-1461), старший сын и преемник отца, 1-й граф Ферия
- Педро Суарес де Фигероа (1410/12 — ок. 1474), брат-близнец 1-го графа Ферия, был женат на Бланке де Сотомайор, 2-й сеньоре Лос-Аркос, дочери Фернандо де Сотомайора, брата Гутьерре де Сотомайора, магистр Ордена Алькантара. Бабушка и дедушка поэта Гарсиласо де ла Вега
- Гомес Суарес де Фигероа (+ 1485), епископ Бадахоса (1479—1485)
- Менсия де Фигероа (+ 1444), вышедшая замуж за Родриго Манрике, магистра Ордена Сантьяго и графа Паредес-де-Нава, родители поэта Хорхе Манрике.
- Альдонса де ла Вега (ум. 20 декабря 1478 г.), замужем за Хуаном Мануэлем, 1-м сеньором Бельмонте и Челесом, главным опекуном короля Кастилии Энрике IV.
- Беатрис Суарес де Фигероа, замужем за Фадрике Манрике де Кастилья, сеньором Хито-и-Баньоса. Дочь от этого брака, Мария Манрике, была второй женой Гонсало Фернандеса де Кордовы
- Гарсиласо де ла Вега-и-Фигероа (+ 21 сентября 1445). Он трагически погиб, когда отравленная стрела пронзила его горло в стычке с мусульманами. Он был похоронен в монастыре Санта-Клара в Сафре. Он женился на Альдонсе де Агилар
- Эльвира Суарес де Фигероа (ум. До 1459 г.), замужем за Тельо де Агиларом, старшим констеблем Эсихи, сыном Тельо Гонсалеса де Агилара.
- Изабель Суарес де Фигероа, монахиня
- Тереза Суарес де Фигероа, монахиня.

## Смерть и погребение
Он умер в сентябре 1429 года в Паласуэлосе, когда совершал набеги на арагонскую территорию в составе войск короля Хуана II Кастильского. Его было перевезено в Сафру и захоронено в Хоре монахинь монастыря Санта-Клара в Сафре.